# Motobu-ha
Motobu-ha (em japonês:  聖心会) é uma escola de caratê, afiliada do estilo Shito-ryu, que foi fundada pelo mestre Shogo Kuniba, que começou a treinar caratê com seu pai, sendo depois aluno de outros grandes mestres, como Choki Motobu e Kenwa Mabuni. A denominação da linhagem é resultado de homengem ao mor instrutor de Kosei Kokuba, o mestre Motobu.

## Katas para iniciantes
Técnicas de autodefesa inclui a sua própria seleção de kata, onde Kuniba no básico "Goho no Uke", leva-se cinco de Shito-ryu componentes elementares. Além disso, "Shi ho no ho" (quatro estradas truque) é específico para Kuniba-ter. "Empi Roppo" (cotovelo seis caminhos) e "Chi no kata" (Terra kata) são originários de Okinawa-te. "Ten no kata" (céu kata) vem de Motobu-ha. A etapa seguinte é uma outra série Kuniba indicador específico, "Jin no Kata" 1-12 (kata pessoas) com um final, No. 17 ", Jin no Kata Jūnana".